# Suzane
Océane Colom, dite Suzane, née le 29 décembre 1990 à Avignon, est une autrice-compositrice-interprète française.
Elle se fait connaître en 2020 par sa présence sur la scène française, avant de publier son premier album, Toï Toï, l'année suivante. Elle est récompensée de la Victoire de la révélation scène lors des Victoires de la musique 2020. En novembre 2022, elle sort un deuxième album : Caméo.

## Biographie

### Débuts dans l'art

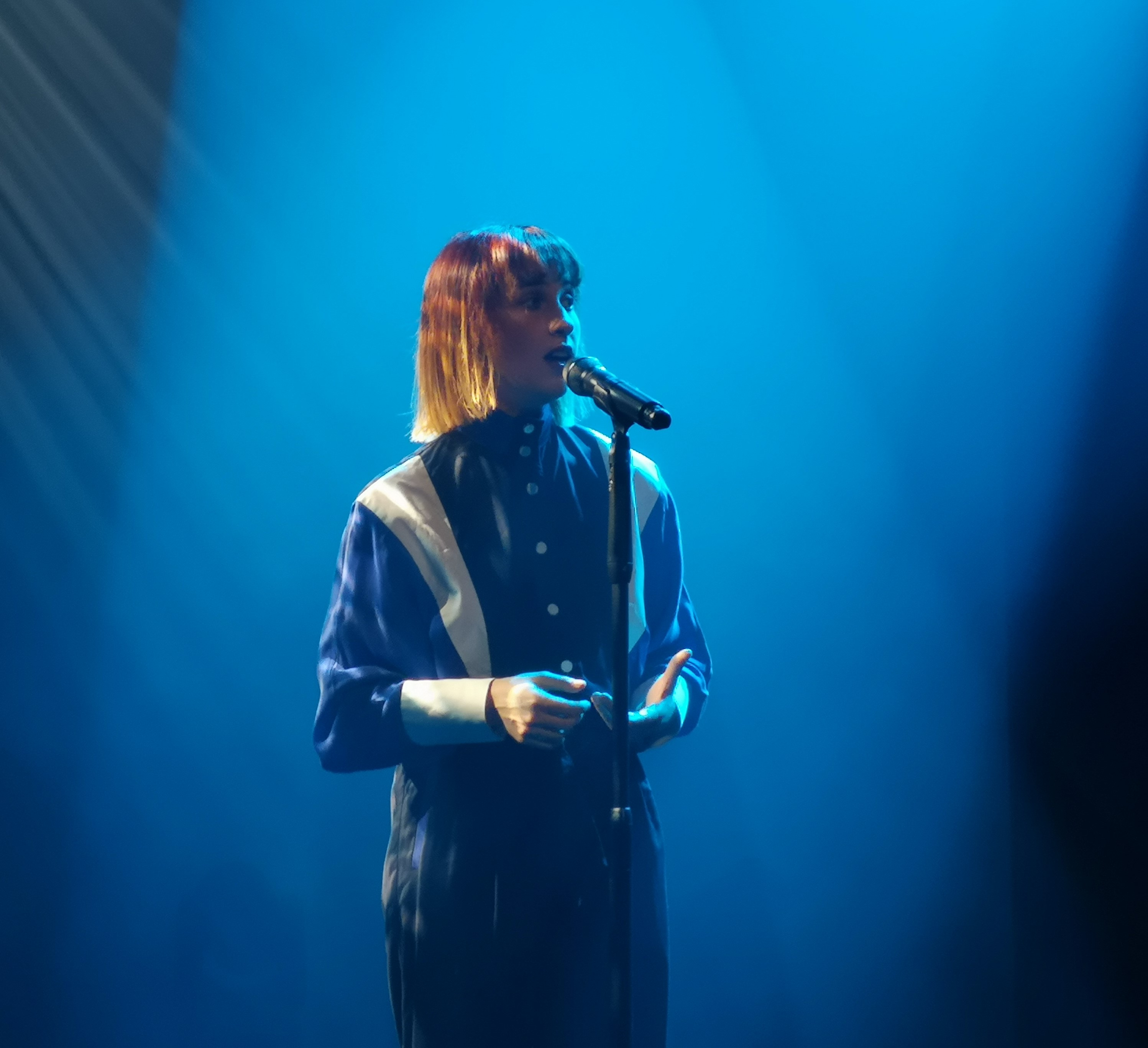
Suzane sur scène en octobre 2020.

Née le 29 décembre 1990 à Avignon de parents infirmier et cadre à la caisse d'allocations familiales, Suzane grandit aux Angles puis en Avignon. Ses parents l'élèvent à la chanson réaliste, avec des artistes comme Fréhel, Édith Piaf, Barbara ou Jacques Brel.
Elle commence la danse classique à l'âge de 5 ou 7 ans,, et le chant 8 ans plus tard. Dès ses 8 ans, elle se produit au sein du conservatoire du Grand Avignon. Elle poursuit alors un cursus danse-études. Au lycée, elle découvre son lesbianisme. Pourtant, elle travaille sans « joie » ni « passion » et souffre du poids de la normativité du corps féminin voulu par le métier,. Après le décès d'un ami en plein cours (à qui elle dédie une chanson dans son album Caméo), elle tombe en dépression. Elle quitte le conservatoire et le lycée, en classe de terminale.
Sans plan B, elle se retrouve au chômage et à enchaîner les travaux alimentaires, travaillant tour à tour pour des grandes surfaces, des clubs de vacances ou des petits commerces. En 2009, elle participe à l'émission de TF1 La Bataille des chorales. Devenue serveuse, elle officie dans un diner à l'américaine à Montpellier avant de s'en aller travailler dans la capitale, dans un bar du 20e arrondissement de Paris,, où elle sert pendant quatre ans. Arrivée à Paris en 2014, alors qu'elle avait mis ses projets de carrière artistique de côté, elle découvre le monde de la nuit et la musique electro,. À la même époque, elle reprend des cours de chant et se met à l'écriture.

### Figure montante de la scène
Suzane écrit ses premiers textes derrière son bar, d'abord avec une réponse au rap polémique d'Orelsan Sale Pute, puis avec La Foule, un titre qui évoque ses problèmes vécus. Elle y écrit aussi ses premiers singles. Après avoir rencontré le producteur Chad Boccara, elle commence sa carrière en 2017, à l'approche de la trentaine. Son pseudonyme, Suzane, est un hommage à une aïeule,. Elle sort ses premiers singles, premiers succès, en 2018 : L'Insatisfait et La Flemme. Elle se produit pour la première fois sur scène la même année.
En 2019, le rythme de travail de Suzane s'intensifie et sa notoriété grimpe de façon fulgurante,. Elle se produit dans trente-deux festivals pour un total de plus de 200 concerts, devenant l'artiste la plus présente sur la scène française en 2019, alors même qu'elle n'a sorti aucun album. Elle joue notamment au Festival des Vieilles Charrues et fait plusieurs dates en Chine et au Japon avec l'Alliance française. Elle sort un EP de quatre titres à la mi-2019 chez 3e Bureau, label de Wagram Music, ainsi que les singles radiophoniques Suzane et Il est où le SAV ?. Ses clips vidéos, dans lesquels la danse tient une place primordiale, rencontrent aussi un certain succès sur le web. Principalement celui de la chanson écologiste Il est où le SAV ?, tourné dans une des plus grandes décharges à ciel ouvert du monde, Mbeubess, près de Dakar,.

### Toï Toï, premier album

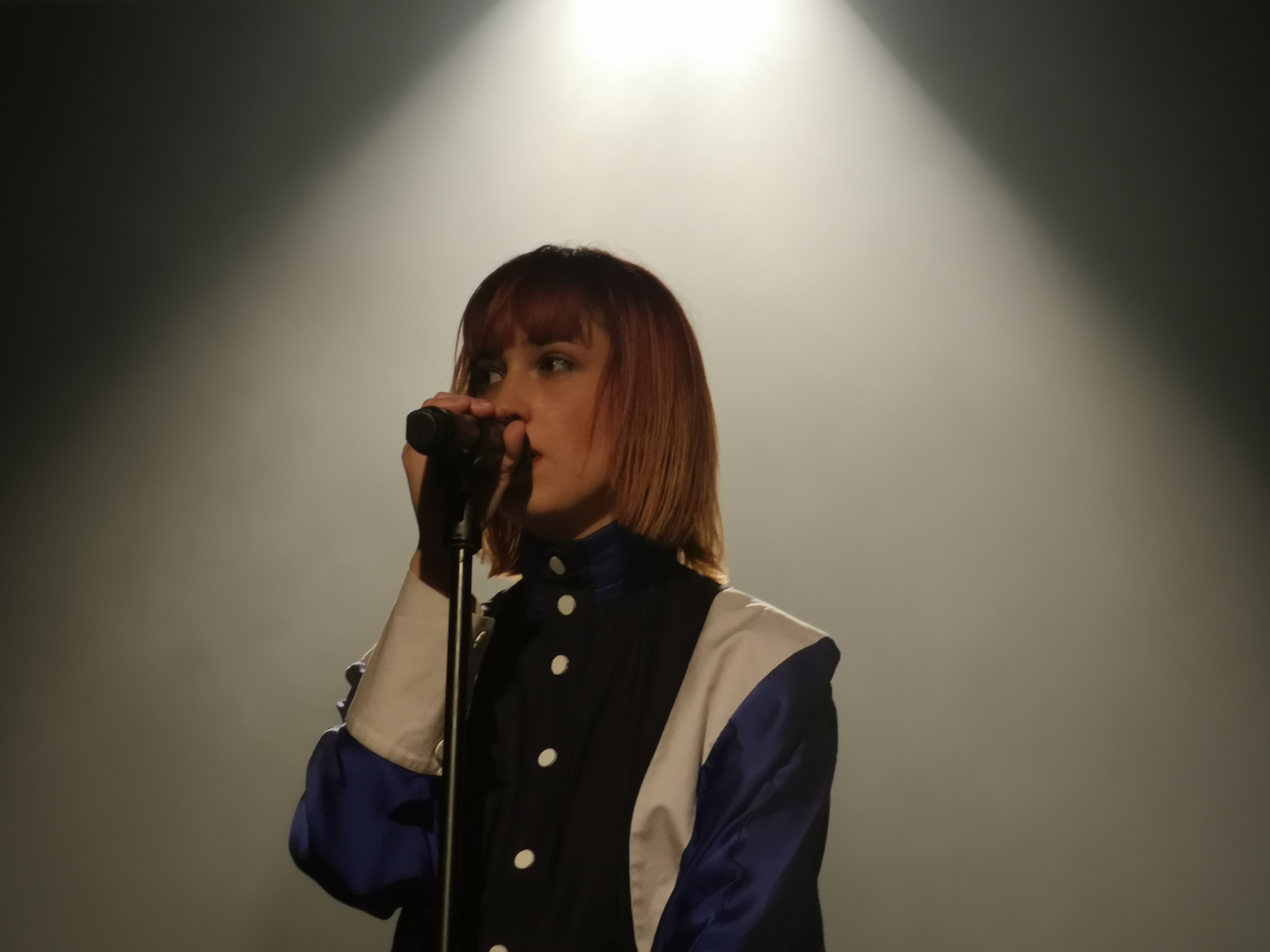
Suzane en concert à Chelles en décembre 2019.

En début d'année 2020, Suzane compte vingt millions de streams. Toï Toï, son premier album studio, est publié en janvier, toujours chez 3e Bureau. Il contient une quinzaine de morceaux aux textes militants, féministes et écologistes. Son nom est une référence à une expression allemande qui lui porte bonheur. Suzane bénéficie alors d'un engouement médiatique important, portant l'artiste comme la « sensation » du début d'année.
La même année, elle est à l'affiche de l'Olympia et du Trianon,. Elle remporte la Victoire de la révélation scène lors de la 35e cérémonie des Victoires de la musique en février 2020, et marraine le dixième prix Georges Moustaki le même mois.
Le 8 avril 2022, Toï Toï est certifié disque d'or par le SNEP, pour 50 000 exemplaires vendus.

### Nouvelle tournée en 2022
Le 10 mars 2022, Suzane remonte sur scène à Rungis pour entamer sa nouvelle tournée. Cette nouvelle tournée de 53 dates (dont 32 festivals), passe par l'Olympia (initialement prévu pour la première tournée, mais reportée à cause de la pandémie) le 22 septembre 2022. Cette première date affichant complet, le 30 juin est annoncée une deuxième date dans cette salle pour le 10 mai 2023. 
Le 9 avril, la chanteuse poste sur ses réseaux sociaux plusieurs posts, annonçant son retour avec le titre Clit Is Good, qui sort le jeudi 14 avril. Le clip, réalisé par Charlotte Abramow sort le même jour à midi. Ce dernier est censuré en 3 jours par Youtube, la plateforme le soumettant à une limite d'âge. 
Le 15 juin, la chanteuse annonce la sortie de Belladonna, deuxième extrait de son deuxième album, Caméo, qui sort le lendemain.

## Œuvre

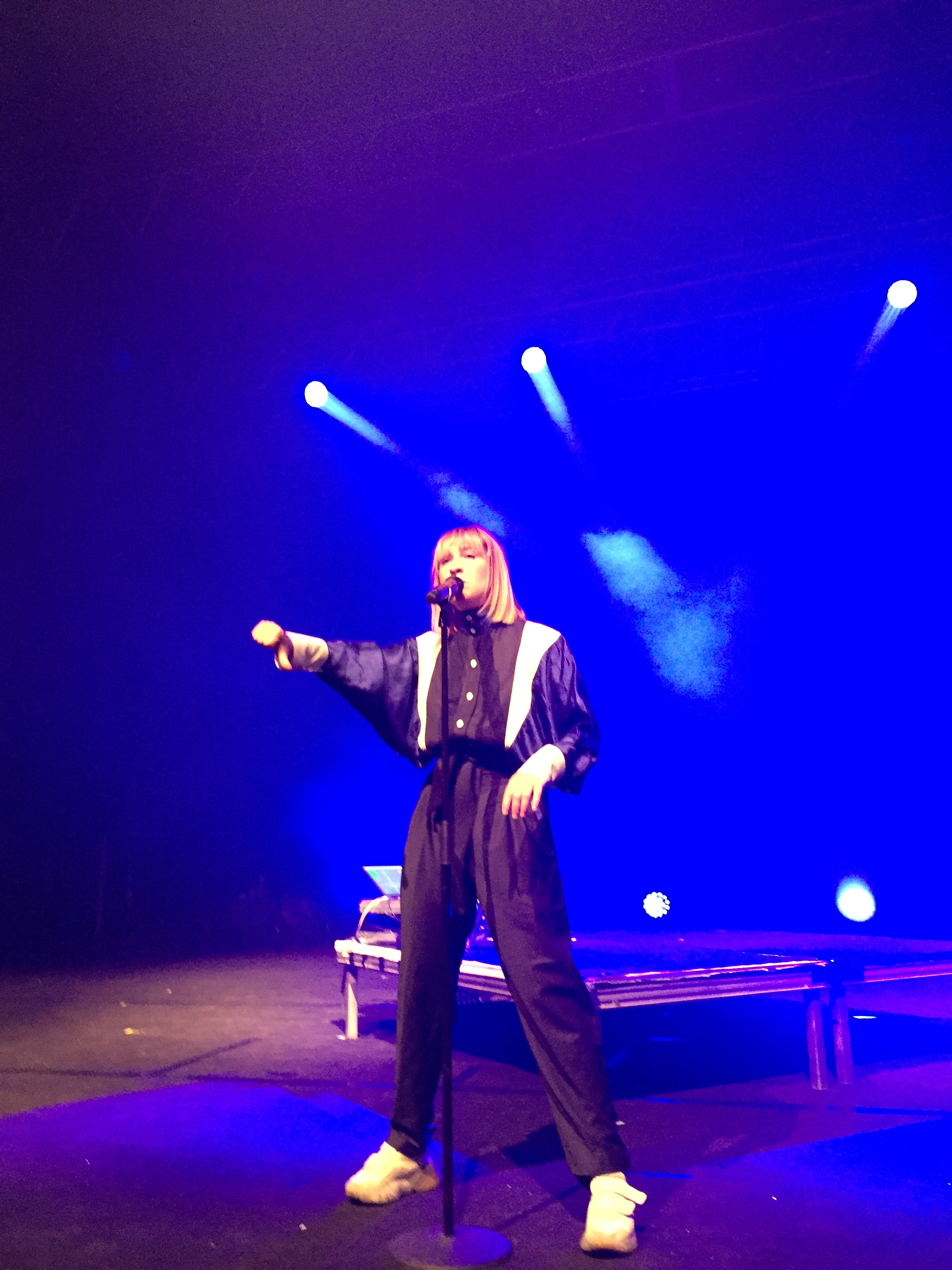
Suzane sur scène.

Suzane compose ses musiques sur un mini-clavier avec Logic Pro. Elle se produit seule sur scène, dans une combinaison bleue et blanche inspirée des films de Bruce Lee, des tenues d'Elvis Presley et des couleurs de Louis XIV. Elle mêle musique electro, chanson française à texte et danse contemporaine. Sa présence sur scène, sa danse, sa musique et ses textes sont régulièrement comparés à ceux de Stromae, Eddy de Pretto ou Angèle,,.
À travers des textes comme SLT, Anouchka ou P'tit Gars, Suzane évoque divers sujets politiques : les violences sexistes et le harcèlement sexuel, le lesbianisme et le genre, ou encore l'homophobie. Elle explique vouloir proposer une bonne représentation des personnes homosexuelles et bisexuelles dans la culture pour casser l'hétéronormativité,. La crise écologique est aussi le centre de son tube Il est où le SAV ?. En superposant le « je » lyrique au « je » la décrivant elle-même dans P'tit gars, elle donne à son texte un pouvoir discursif.
Certains de ses titres sont plus personnels, comme le titre éponyme Suzane, qui évoque ses rêves de scène et de sa volonté de renouer avec la musique, alors qu'elle est encore serveuse,. Elle chante aussi son passé douloureux de jeune danseuse, ou des histoires inspirées par la vie des clients de son bar parisien. Elle affirme souvent dans les médias que ses textes parlent de sa vie et d'elle-même.
En 2022, avec son album Caméo, Suzane change de style ; sur scène, elle abandonne sa combinaison bleue et blanche pour des vêtements plus décontractés, et repousse sa frange en arrière pour laisser paraître son front.

## Engagement politique
Suzane est une militante féministe, engagée dans le collectif Nous Toutes, et écologiste. En 2017, à l'élection présidentielle, elle vote blanc, expliquant ne pas avoir trouvé de candidat « réellement à l'écoute du peuple ».

## Discographie

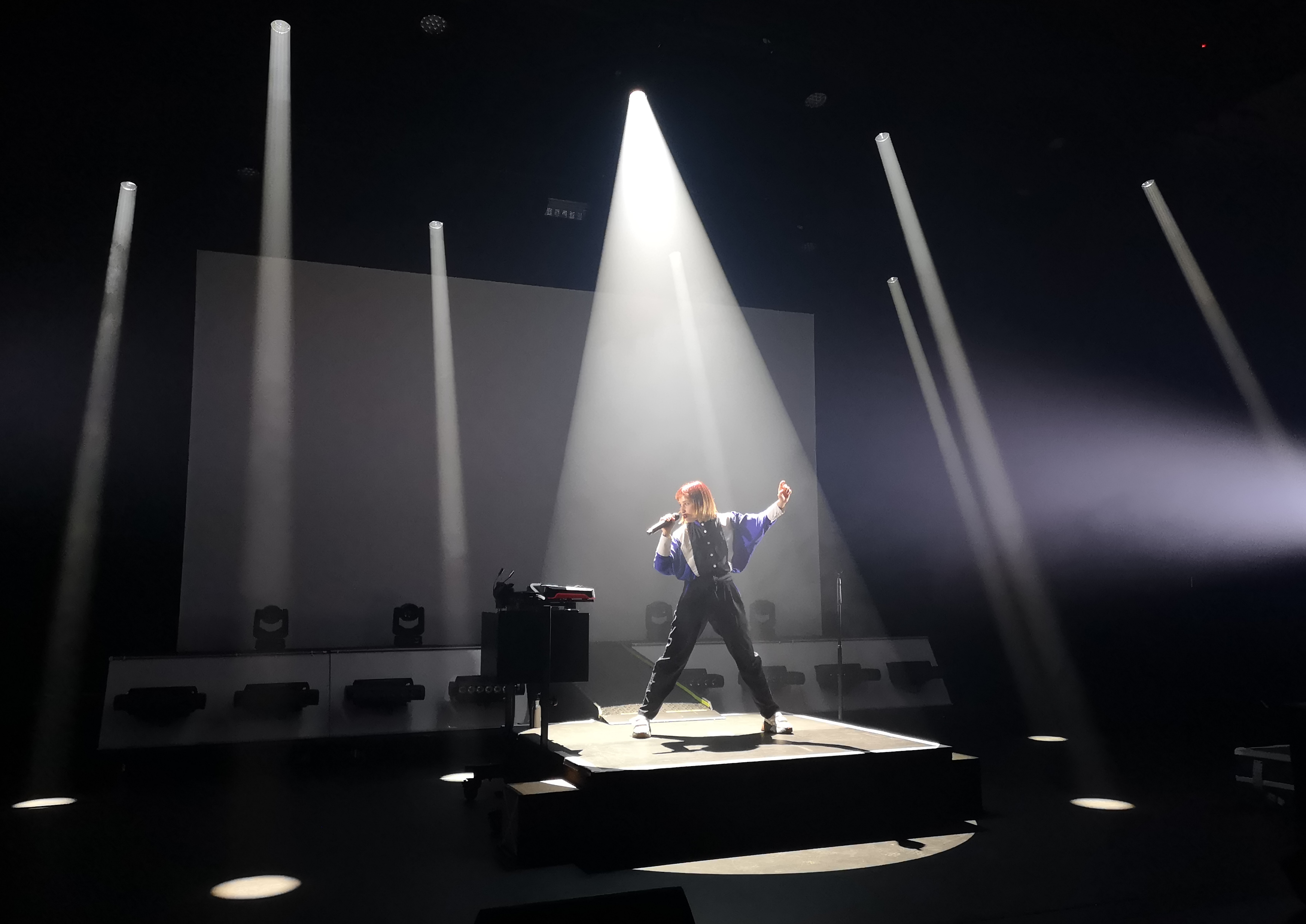
Suzane à l'Espace 93 de Clichy-sous-Bois, en 2020.

### Singles
- 2018 : L'insatisfait
- 2018 : La flemme
- 2019 : Suzane
- 2019 : SLT
- 2019 : Laisse tomber les filles - Souvenirs d'été (reprise de France Gall)
- 2019 : Il est où le SAV ? (feat. Témé Tan)
- 2020 : L'appart vide
- 2021 : La vie dolce (feat. Feder)
- 2022 : Clit Is Good
- 2022 : Belladonna
- 2022 : Un ticket pour la Lune
- 2025 : Je t'accuse

### Participation
- 2020 : Pendant 24 h, duo avec Grand Corps Malade, sur l'album Mesdames, ensuite repris sur Toï Toï II
- 2021 : What A Life, duo avec Scarlet Pleasure

## Distinctions
| Année | Organisateur(s)         | Prix                                             | Résultat   |
| ----- | ----------------------- | ------------------------------------------------ | ---------- |
| 2020  | Victoires de la musique | Révélation scène                                 | Lauréat    |
| 2020  | NRJ Music Awards        | Clip de l'année pour Pendant 24 h                | Nomination |
| 2021  | Victoires de la musique | Artiste féminine                                 | Nomination |
| 2021  | Académie Charles-Cros   | Prix Charles Cros lycéen pour Il est où le SAV ? | Lauréat    |